# Goran Nava
Goran Nava (serbisch Горан Нава, * 15. April 1981 in Bologna, Italien) ist ein serbischer Leichtathlet.
Nava, der für die Radford Highlanders startet, nahm an den Olympischen Spielen 2008 in Peking am 1500-Meter-Lauf teil, konnte sich aber nicht für das Finale qualifizieren. Seine Zeit von 3:42,92 min reichte jedoch um einen neuen serbischen Rekord aufzustellen. Bei den Halleneuropameisterschaften 2009 in Turin erreichte Nava den achten Platz mit einer Zeit von 3:46,65 min. Im selben Jahr verfehlte er bei den Weltmeisterschaften in Berlin das Finale und belegte am Ende den zehnten Platz. Im selben Jahr startete Nava auch bei der Universiade in Belgrad. Dabei gewann er Silber über 800 und Bronze über 1500 Meter. Ein Jahr später bei den Hallenweltmeisterschaften 2010 in Doha schied er ebenfalls im Halbfinale aus und belegte am Ende Platz sechs. In Barcelona erreichte er bei den Europameisterschaften 2010 den zwölften Platz. Bei den Halleneuropameisterschaften 2011 wurde er Siebter.